# Goldene Ente
Der Medienpreis Goldene Ente wird seit 1973 jährlich von der Landespressekonferenz Saar an Persönlichkeiten des öffentlichen Lebens vergeben, die sich durch besondere Informationsfreudigkeit gegenüber Presse und Öffentlichkeit auszeichnen. Der Preis, der als einer „der traditionsreichsten Medienpreise in Deutschland“ gilt und traditionell gegen Jahresende verliehen wird, wurde einige Male an zwei Personen und einmal an eine Organisation verliehen.

## Preisträger
- 1973: Franz-Josef Röder (Ministerpräsident) und Kurt Conrad (Minister a. D.)
- 1974: Karl Röver (Bundesbahnpräsident Saarbrücken)
- 1975: Alfred Wilhelm (Minister des Innern des Saarlandes)
- 1976: Gaston Thorn (Präsident der Regierung von Luxemburg)
- 1977: Ferdi Behles (Minister der Finanzen des Saarlandes)
- 1978: Edwin Hügel (Fraktionsvorsitzender der FDP im Landtag des Saarlandes)
- 1979: Winfried E. Frank (Präsident der Handwerkskammer des Saarlandes)
- 1980: Helmut Macher (Pressechef der Universität des Saarlandes)
- 1981: Friedel Läpple (Fraktionsvorsitzender der SPD im Landtag des Saarlandes)
- 1982: Werner Scherer (Fraktionsvorsitzender der CDU im Landtag des Saarlandes)
- 1983: Jean-Marie Rausch (Präsident des Regionalrats Lothringen) und Albrecht Herold (Präsident des Landtags des Saarlandes)
- 1984: Manfred Henrich (Oberbürgermeister der Stadt Saarlouis)
- 1985: Manfred Wagner (Vorsitzender des DGB Saar)
- 1986: Heinrich Schüssler (Verbandsvorsteher beim damaligen KABV)
- 1987: Oskar Lafontaine (Ministerpräsident)
- 1988: Hajo Hoffmann (Minister für Wirtschaft des Saarlandes)
- 1989: Richard Weber (Geschäftsführender Gesellschafter der Karlsberg-Brauerei)
- 1990: Clemens Lindemann (Landrat des Saar-Pfalz-Kreises)
- 1991: Reinhard Klimmt (Fraktionsvorsitzender der SPD im Landtag des Saarlandes)
- 1992: Burkhard Jellonnek (Dramaturg und Pressereferent des Saarländischen Staatstheaters)
- 1993: İkbal Berber (Mitglied und ehemalige Vorsitzende des Ausländerbeirats Saarbrücken)
- 1994: Olivier Kirsch (Vorsitzender der Kommission für Auswärtige Angelegenheiten im Regionalrat Lothringen)
- 1995: Hermann Josef Spital (Bischof von Trier)
- 1996: Jo Leinen (Vorsitzender des Europa-Ausschusses im Landtag des Saarlandes und ehemaliger Umweltminister)
- 1997: Hiltrud Breyer (Abgeordnete im Europäischen Parlament)
- 1998: Jean-Claude Juncker (Premierminister des Großherzogtums Luxemburg)
- 1999: Ramesch – Forum für Interkulturelle Begegnung e.V.
- 2000: Laurent Brunner (Direktor des Theaters „Le Carreau“ in Forbach) und Sylvie Hamard (Pressearbeit von „Le Carreau“)
- 2001: Peter Müller (Ministerpräsident)
- 2002: Raimund Weyand (Oberstaatsanwalt, Pressesprecher der Staatsanwaltschaft Saarbrücken)
- 2003: Ottmar Schreiner (SPD-Bundestagsabgeordneter)
- 2004: Rolf Linsler (ver.di-Chef)
- 2005: Otto-Werner Schade (Präsident der Regionaldirektion Rheinland-Pfalz-Saarland der Bundesagentur für Arbeit)
- 2006: Wolfgang Wahlster (Deutsches Forschungszentrum für Künstliche Intelligenz)
- 2007: Charlotte Britz (Oberbürgermeisterin der Landeshauptstadt Saarbrücken)
- 2008: Robert Leonardy
- 2009: Philippe Leroy (Präsident des Generalrates des Département Moselle)
- 2010: Roland Lorenz (Landesbeauftragter für Datenschutz und Informationsfreiheit Saarland)
- 2011: Gunter Hauptmann (Vorstandsvorsitzender der Kassenärztlichen Vereinigung Saarland)
- 2012: Peter Altmaier (Bundesumweltminister)
- 2013: Manfred Plaetrich (früherer Präsident des Rechnungshofs des Saarlandes)
- 2014: Jean Asselborn (Außenminister des Großherzogtums Luxemburg)
- 2015: Simone Peter (Bundesvorsitzende Bündnis 90/Die Grünen)
- 2016: Michael Hilberer (Vorsitzender der Piraten-Fraktion)
- 2017: Annegret Kramp-Karrenbauer (Mitglied im CDU-Bundespräsidium)[2]
- 2018: Rudolf Mönig (Leiter des Saarlandmuseums)
- 2020: Roland Rixecker[3] (deutscher Jurist)